# Wetzen
Wetzen ist ein Ortsteil der Gemeinde Oldendorf (Luhe) in Niedersachsen und liegt südlich von Lüneburg.

## Geschichte
Durch den Umstand, dass Wetzen weder ein Gericht, noch eine Kirche besaß (Wetzen gehörte mindestens seit 1217 zum Kirchspiel Raven), gibt es über die politische Entwicklung bis hin zu den Bürgermeistern und Gemeinderäten kaum Aufzeichnungen.
Zum ersten Mal taucht das Dorf Wetzen etwa im Jahr 820 auf. Urkundliche Erwähnung fand Wetzen erstmals am 17. November 1192 in einer Schenkungsurkunde von Heinrich des VI.
Am 1. März 1974 wurde Wetzen in die Gemeinde Oldendorf (Luhe) eingegliedert.